# Liceum Ogólnokształcące pw. św. Augustyna
LIII Liceum Ogólnokształcące Stowarzyszenia PAX pod wezwaniem św. Augustyna – byłe liceum ogólnokształcące w Warszawie.
Była to pierwsza w powojennej Polsce katolicka, niezakonna szkoła ponadpodstawowa. W roku 1992 przemianowana na Katolickie Liceum Ogólnokształcące pw. św. Augustyna. W 2004 roku zlikwidowana z powodu złego zarządzania majątkiem. Z uwagi na katolicki status szkoły, decyzja o jej zamknięciu musiała być zaaprobowana przez Radę Szkół Katolickich przy Konferencji Episkopatu Polski. Zgodę w imieniu władz archidiecezji warszawskiej wydał jej biskup pomocniczy ks. Marian Duś.
Istniejąca tam kaplica Matki Bożej Anielskiej dekretem arcybiskupa Kazimierza Nycza uległa desakralizacji i została rozebrana razem z budynkiem.

## Historia
- Liceum powstało w 1949 roku jako szkoła męska i działało początkowo przy ul. Marszałkowskiej 81 m. 17 w niewielkim mieszkaniu. W pierwszym roku istnienia Liceum prowadziło nauczanie w dwóch oddziałach: VIII i IX obejmując nim 57 uczniów. Pierwszym dyrektorem został dr Jerzy Hagmajer.
- W 1950 roku szkoła przeniosła się do wydzierżawionego przez PAX od Zakonu Ojców Franciszkanów budynku przy ul. Naruszewicza 32.
- Nowy budynek liceum przy al. Niepodległości 52, zaprojektowany został przez architektów Leszka Klajnerta i Marcina Przyłubskiego w latach 1969–1972, a oddany do użytku w 1975 roku. Budynek dobudowany został do dawnej, 7-kondygnacyjnej siedziby szkoły, od tej pory pełniącej już tylko funkcję internatu[4].
- Było uznawane za liceum elitarne, o bardzo wysokim poziomie nauczania, kultywujące tradycyjne wartości i wychowujące młodzież zgodnie z  nauką kościoła katolickiego.[5]
- Na parterze budynku znajdowały się pracownie (biologiczna, fizyczna, chemiczna, języków obcych-angielskiego i rosyjskiego, zajęć technicznych i plastycznych, geografii) oraz mały basen pływacki.[1] Na pierwszym piętrze była sala gimnastyczna i pomieszczenia biurowe. Pomiędzy salami lekcyjnymi na pierwszym piętrze znajdowały się tarasy rekreacyjne. Elewacje ścian na piętrze oraz ściany wewnątrz budynku zdobiły mozaiki Kazimierza Gąsiorowskiego. Aula i biblioteka znajdowały się na trzecim piętrze, które wysunięto o 3 m poza lico niższych pięter. W latach 70. budynek uznano za najnowocześniejszy budynek szkoły ponadpodstawowej w Warszawie[6].
- Prefektem liceum był w latach 1951-1956 oraz 1970 - 1984 ksiądz Mieczysław Suwała[1]. W latach 1952–1953 języka polskiego uczył Zygmunt Lichniak.[1]
- Liceum zostało odznaczone Złotym Medalem „Opiekuna Miejsc Pamięci Narodowej” (25 marca 1980), Medalem Pamiątkowym z Okazji 200-lecia Utworzenia Komisji Edukacji Narodowej (20 lutego 1975), Nagrodą Specjalną  im. Włodzimierza Pietrzaka (1979)[1]
- W 2004 r. liceum zostało zlikwidowane[7]
- W 2013 r. budynek został zburzony[7].

## Absolwenci i wychowankowie (m.in.)
- Adam Bronikowski
- Tomasz Budyta
- Piotr Bołtuć
- Waldemar Chrostowski
- Jan Dworak
- Jacek Fedorowicz
- Alvin Gajadhur
- Mirosław Guzowski
- Krzysztof Ibisz
- Zdzisław Kamiński
- Stanisław Kluza
- Krzysztof Król
- Andrzej Kurek
- Dariusz Lasocki
- Zbigniew Leonowicz
- Marek Perepeczko
- Wojciech Puzyna
- Stanisław Tekieli
- Krzysztof Varga

## Dyrektorzy szkoły
- 1949–1950: dr Jerzy Hagmajer
- 1950–1953: Mieczysław Kurzyna
- 1953–1957: dr Józef Radziejewski
- 1957–1963: Stanisław Pacuła
- 1964–1985: Wiesław Herczyński
- 1985–1991: Jan Józef Górski
- 1991–1995: Zdzisław Piasecki
- 1995–2000: ks. Władysław Jabłoński
- 2000–2001: Zdzisław Piasecki
- 2001–2004: Jakub Jerzy Czarkowski